# رأي قضائي
الرأي القضائي هو شكل من أشكال الرأي القانوني الذي يكتبه القاضي أو الهيئة القضائية في سياق حل نزاع قانوني، ويعبر عن القرار المتوصل إليه لحل النزاع، وعادة ما يتضمن الوقائع التي أدت إلى النزاع وتحليل القانون المستخدم للتوصل إلى القرار.

## عملية الصياغة
يمكن إصدار الرأي في عدة مراحل للاكتمال. أولاً، قد يُصدر رأي هيئة المحكمة، حيث يشير القاضي أو هيئة القضاة إلى قرارهم وتفسير تقريبي للمنطق الكامن وراءه. كما يمكن أيضًا إصدار رأي موجز في نفس يوم إصدار القرار، وعادةً لا يكون منسقاً أو مُهيأً بالكامل. تصدر المحكمة العليا للولايات المتحدة آراء موجزة مع إخلاء المسؤولية التالي:
الرأي "الموجز" هو النسخة الثانوية من الرأي القضائي. يُرسل إلى الطابعة في وقت لاحق من اليوم الذي يُصدر فيه رأي "الهيئة" من قبل المحكمة. يحتوي كل رأي موجز على نفس عناصر رأي الهيئة —رأي الأغلبية أو التعددي، والتوافق أو الاعتراض، ومُلخص تمهيدي— ولكن قد يحتوي على تصحيحات غير موجودة في رأي الهيئة.
تنبيه: قد تحتوي هذه الآراء الإلكترونية على أخطاء ناتجة عن الكمبيوتر أو أخطاء أخرى عن الكتيبات الرسمية المطبوعة للآراء الموجزة. علاوة على ذلك، يتم استبدال الرأي الموجز خلال بضعة أشهر بنسخة مرقمة من القضية في الطبعة الأولية، وبعد عام من إصدار تلك الطبعة، يتم استبداله بالنسخة النهائية للقضية في مجلد تقارير الولايات المتحدة [الإنجليزية] المرتب. في حالة وجود تعارض بين النسخة المطبوعة والإلكترونية من الرأي الموجز، فإن النسخة المطبوعة هي السارية. وفي حالة وجود تعارض بين الرأي الموجز وأي نسخة رسمية لاحقة من الرأي، فإن النسخة الأحدث هي السارية.